# Derby Museum and Art Gallery
Die 1882 gegründete Derby Museum and Art Gallery ist ein Museum in der mittelenglischen Stadt Derby. Es beherbergt die weltweit umfangreichste Gemäldesammlung von Joseph Wright of Derby und eine umfangreiche Sammlung regionalen Porzellans. Hinzu kommen archäologische, historische und militärhistorische Exponate sowie eine Abteilung für Geologie und Naturgeschichte.

## Sammlungen
Die weltweit umfangreichste Kollektion von Gemälden des Malers Joseph Wright aus dem 18. Jahrhundert zeigt Portrait- und Landschaftsmalerei sowie Szenen aus Literatur, Industrie und andere Sujets.
Die Porzellansammlung enthält Exponate ab 1750, darunter solche der Manufaktur Royal Crown Derby und von anderen regionalen Herstellern. Nach Angaben des Museums hat die Kollektion internationalen Rang.
Die archäologische Sammlung konzentriert sich vor allem auf lokale Fundstücke von der Stein- und Bronzezeit (Einbaum von Hanson) bis zum Mittelalter, enthält aber auch zwei gut erhaltene ägyptische Mumien, deren genauere Herkunft unbekannt ist. Sie wurden im Jahr 1859 oder 1860 vermutlich aus den Händen eines lokalen Sammlers erworben.
Eine militärgeschichtliche Abteilung befasst sich vor allem mit der Geschichte lokaler Kavallerieregimenter wie den 9th/12th Royal Lancers, der Derbyshire Yeomanry und den Sherwood Foresters.
An Derbys Rolle im Jakobitenaufstand von 1745 wird in einem rekonstruierten „Bonnie-Prince-Charlie-Zimmer“ erinnert. Die Original-Holzpaneele aus dem lokalen Exeter House, nach Angaben des Museums „einer der größten Schätze der Stadt“, datieren auf Beginn des 18. Jahrhunderts.
Die naturhistorische Sammlung des Museums zeigt Fossilien wie einen Ichthyosaurus, ein 1895 in Derby gefundenes, etwa 120.000 Jahre altes Flusspferd-Skelett sowie die ausgestopfte Brieftaube „King of Rome“, die 1913 von Rom bis nach Derby zurückgeflogen ist.

## Exponate (Auswahl)

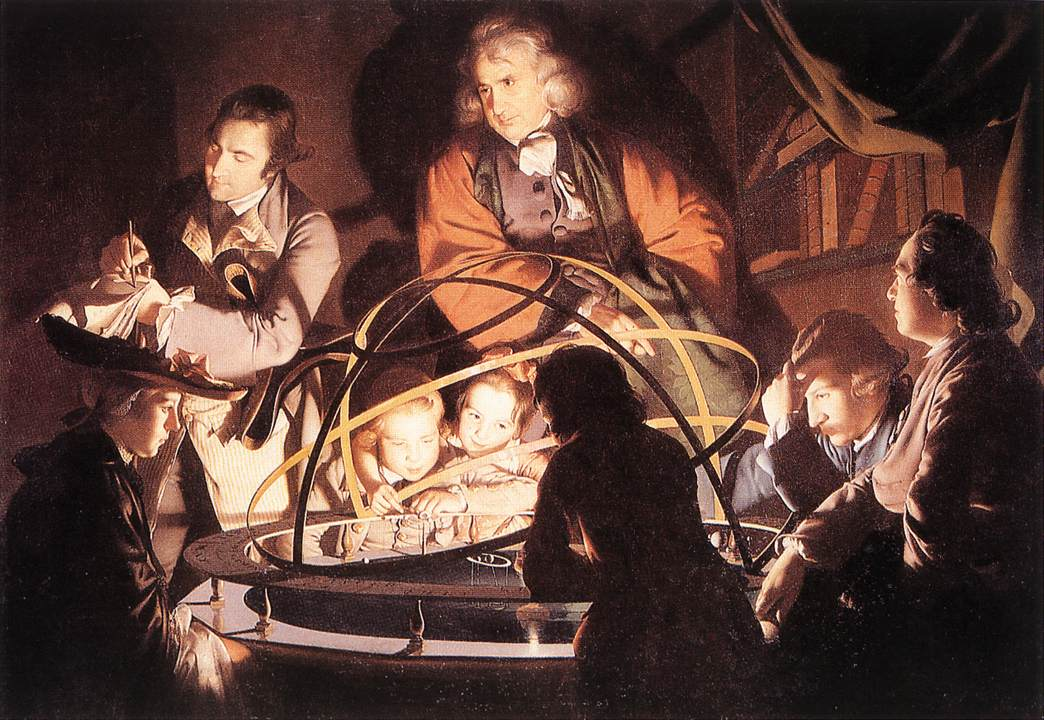
Wright-Gemälde „A Philosopher Lecturing with a Mechanical Planetary“
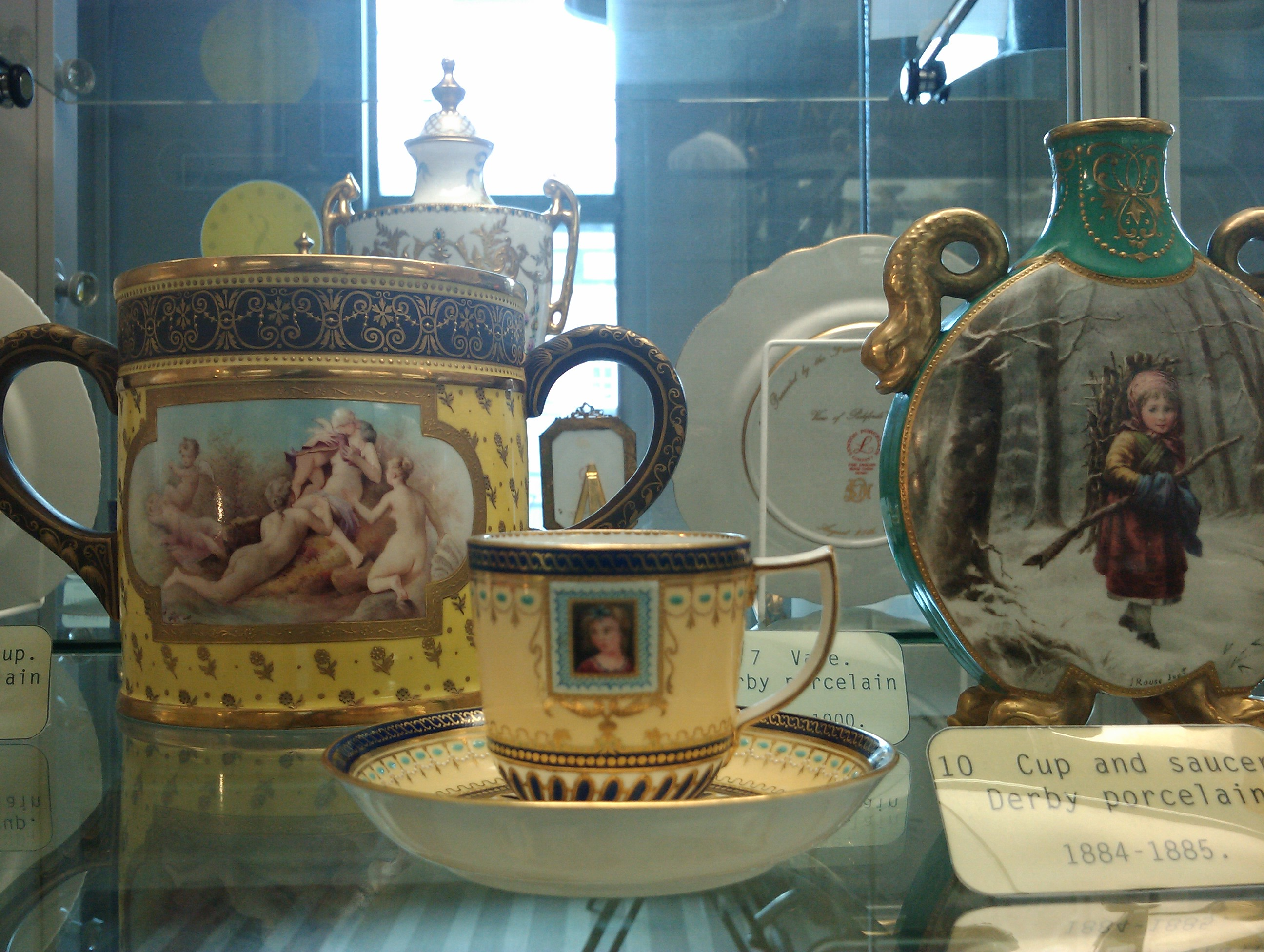
Porzellansammlung
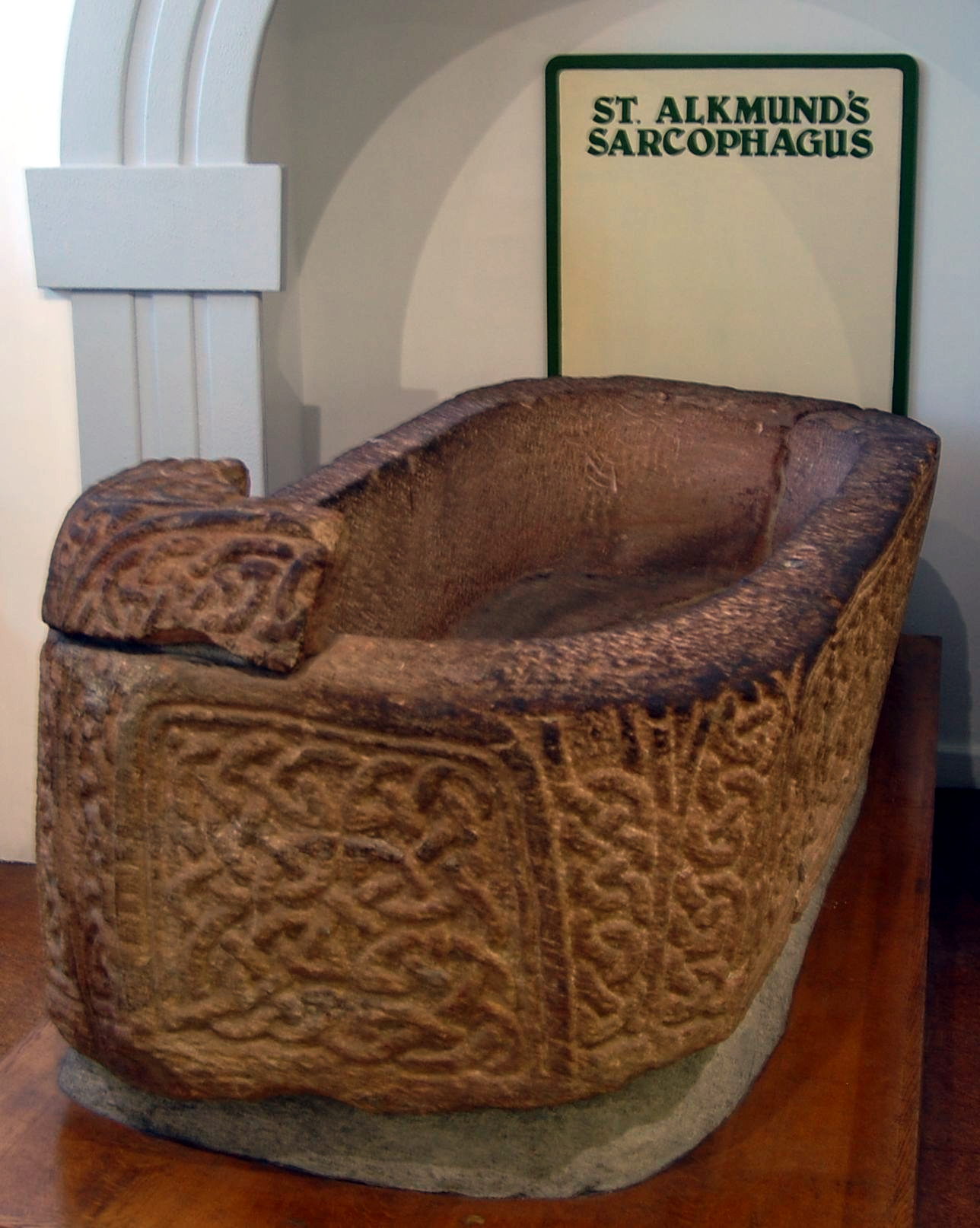
Sarkophag in der Sammlung
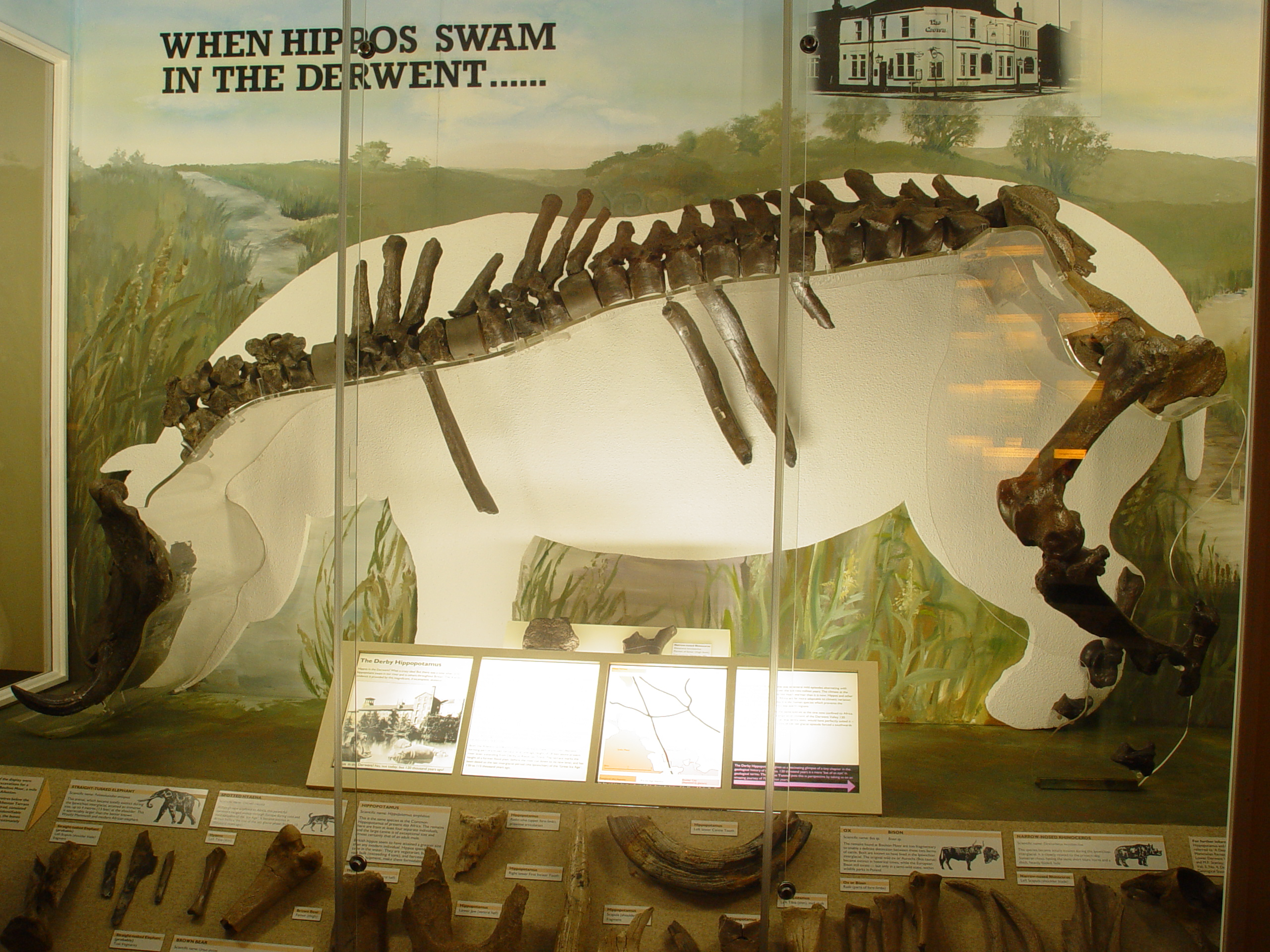
Das Flusspferd-Skelett in der naturhistorischen Sammlung
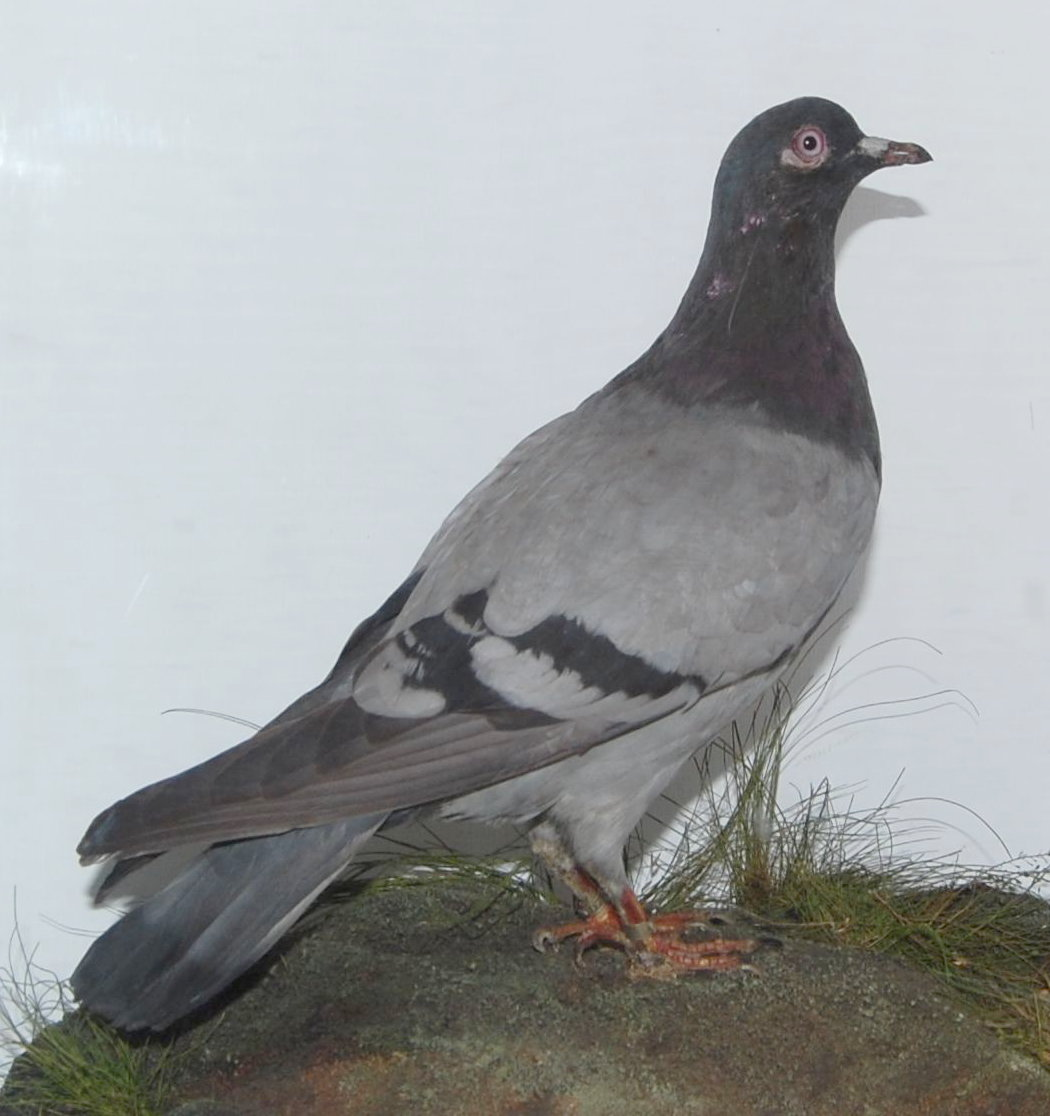
„The King of Rome“